# 久月

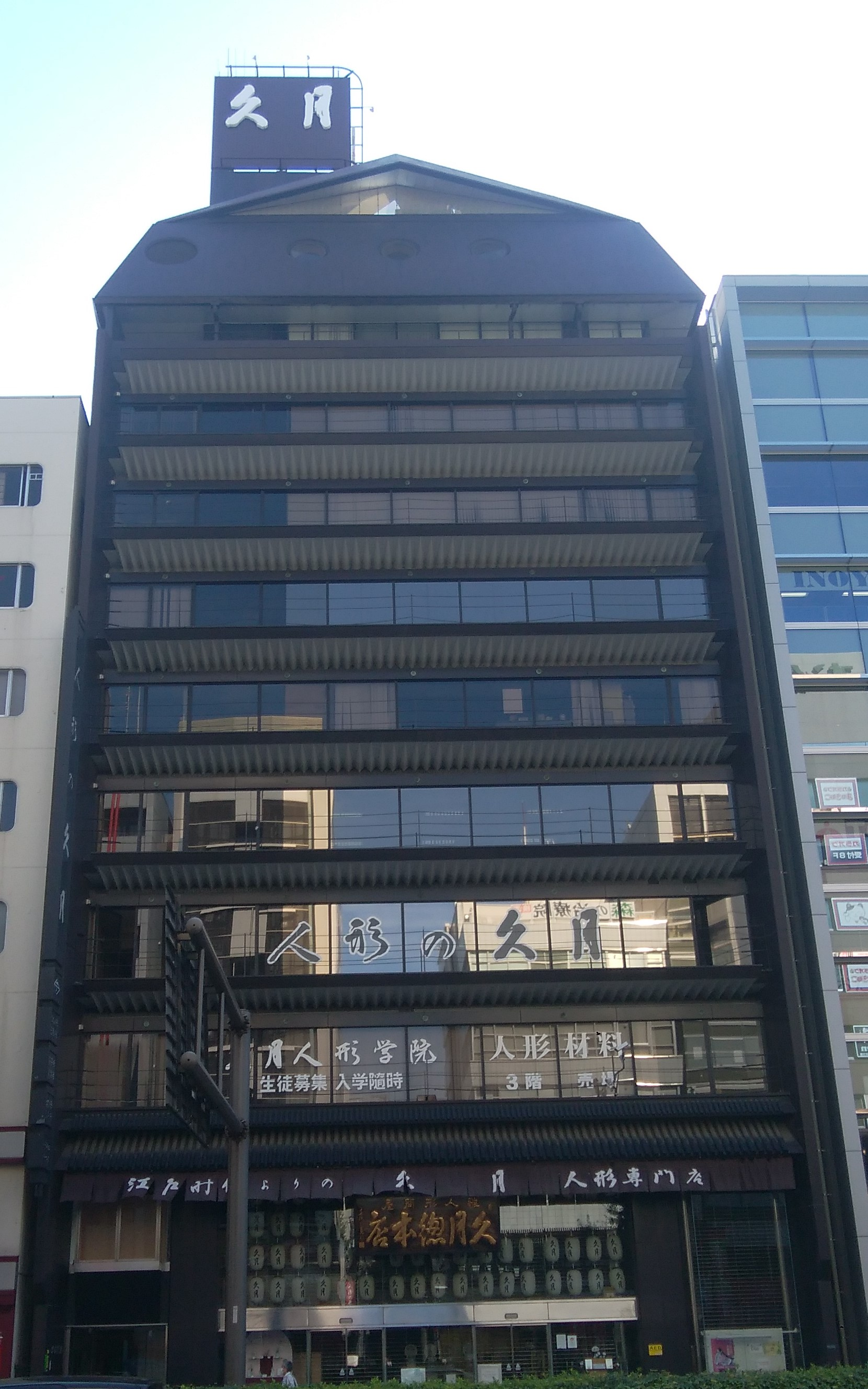
久月本店（2021年10月）

株式会社久月（きゅうげつ）は、東京都台東区にある人形メーカー。

## 概要
主に人形の企画・販売。雛人形などの日本人形に限らず、フランス人形の企画・制作・販売をも行う。
年末に行われる「変わり羽子板」の主催でもある。1986年にスタートされた。
1月には「今年の期待びな」の主催。
3月には「今年の期待大将」の主催。
- 創業は天保6年（1835年）5月
- 初代・横山久左衛門（きゅうざえもん）
- 二代目・久兵衛（きゅうべえ）
- 三代目・久兵衛（きゅうべえ）
  - 10歳のときから茅町一丁目の吉野家徳兵衛の元に奉公にあがり、27歳になった文久2年（1862年）に、暖簾分けで吉野家久兵衛として人形問屋を始める。
  - なお当時人形・玩具の大問屋であった茅町一丁目の吉野家徳兵衛が現在の「吉德」である。
- 四代目・久兵衛
  - 23歳のとき店を引き継ぎ初代・久兵衛が創業時に掲げた〈久月〉という屋号を復活させる。

- 現社長、八代目・横山久俊

伝統を受け継ぎつつも、時代の変化に応じ、現代のニーズに寄り添った人形作りを進めている。

## 店舗
- 浅草橋本店
- 札幌店
- 草加店
- 相模原店
- 柏店
- 静岡店
- 名古屋店
- 箕面店
- 大阪店
- 九州小倉店
- 福岡店
  - 上記の直営店の他、全国各地の代理店で販売されている。
  - CMも制作され、最後の数秒に放送エリアに沿った販売店名が直営店・代理店問わず表示される。